# 蘇熙靜
蘇熙靜（韓語：소희정；1973年5月28日—），另譯蘇熙晶、蘇熙貞，是一位韓國女演員。

## 演出作品

### 電視劇

#### 2010年代
- 2011年：KBS2《烏鵲橋兄弟》飾演 于蔚的朋友
- 2011年：OCN《特殊案件專案組TEN1》飾演 金功姬
- 2012年：MBC《擁抱太陽的月亮》
- 2012年：tvN《第三醫院》
- 2012年：KBS2《親愛的瑞英》飾演 趙明順
- 2012年：tvN《請回答1997》飾演 前輩作家
- 2013年：JTBC《大姊》
- 2013年：KBS《全能女神》飾演 購物台主持人
- 2013年：OCN《特殊案件專案組TEN2》飾演 金功姬
- 2013年：KBS《鯊魚》飾演 金英珠
- 2013年：SBS《醜小鴨大進擊》飾演 哲基媽媽
- 2013年：MBC《Two Weeks》飾演 鄭老闆
- 2013年：KBS《Drama Special—她們的完美一天》飾演
- 2013年：KBS2《秘密》飾演 獄警
- 2013年：SBS《繼承者們》飾演 車恩尚的前班導
- 2014年：KBS2《感激時代：鬪神的誕生》飾演 睦布宅
- 2014年：MBC《全都是泡菜》飾演 朴慶恩
- 2014年：KBS《鋼鐵人》飾演 作恩媽媽
- 2014年：JTBC《12年後的重逢：山蒜醬湯》飾演 朱多海的老師
- 2014年：SBS《Punch》飾演 公車司機的妻子
- 2014年：KBS2《甜蜜的秘密》飾演 私人護理師
- 2015年：MBC《憤怒的媽媽》飾演 鄭海靜[3]
- 2015年：SBS《離婚律師戀愛中》飾演 趙信熙
- 2015年：KBS《Drama Special—鬼神在幹什麼》飾演 具天東媽媽
- 2015年：OCN《能看見鬼的警察處容2》飾演 驗屍官
- 2015年：SBS《龍八夷》飾演 修女
- 2015年：OnStyle《因為是第一次》飾演 崔勳的母親
- 2015年：E Channel《Riders：抓住明日》
- 2015年：O`live《對我乾杯》
- 2015年：KBS《拜託媽媽》
- 2015年：SBS《Remember—兒子的戰爭》飾演 李惠善
- 2016年：SBS《神秘的新學生》飾演 民聖媽媽
- 2016年：MBC《家和萬事成》飾演 吳敏靜
- 2016年：tvN《守護者K2》飾演 JSS醫務室長
- 2016年：MBC《給予幸福的人》飾演 高慶順
- 2016年：JTBC《所羅門的偽證》飾演 崔宇赫的母親
- 2017年：KBS2《爸爸好奇怪》飾演 金幼珠的母親
- 2017年：MBC飾演 李恩慈
- 2017年：JTBC《有品位的她》飾演 吳豐收
- 2017年：tvN《付岩洞復仇者們》飾演 秉秀家的家政婦
- 2017年：MBC《逆流》飾演 洪楚熙
- 2018年：OCN《Voice 2》飾演 文美淑
- 2018年：tvN《雞龍仙女傳》飾演 鄭伊賢媽媽（EP8）
- 2019年：tvN《德魯納酒店》飾演 李世英（EP12）
- 2019年：MBC《新入史官丘海昤》飾演 貴族夫人（EP1）
- 2019年：SBS《醫生耀漢》飾演 演員俞利惠的姊姊
- 2019年：tvN《當惡魔呼喊你的名字時》飾演 鄭善心[4]
- 2019年：MBC《Welcome 2 Life》飾演 朱英玉（EP13）
- 2019年：tvN《精神病患日記》飾演 羅仁惠

#### 2020年代
- 2020年：tvN D《語言的溫度：我們的19歲》飾演 金善明
- 2020年：MBC《Kairos》飾演 鄭慧京
- 2020年：OCN《驚奇的傳聞》飾演 裴正淑（EP3）
- 2021年：TVING《正在寫你的命運》飾演 楊美順
- 2021年：MBN《打包袱—盜取命運》飾演 昭儀尹氏
- 2021年：KBS2《遠看是蔚藍的春天》飾演 車正珠
- 2021年：tvN《機智醫生生活2》飾演 翊晙患者的妻子（EP12）
- 2021年：Seezn《複製人》
- 2021年：TVING《來魔女食堂吧》飾演 徐艾淑
- 2021年：Coupang Play《某一天》飾演 洪愛京
- 2021年：JTBC《只一人》飾演 文英智[5]
- 2022年：tvN《二十五，二十一》飾演 昇婉母
- 2022年：tvN《流星》飾演 權明喜
- 2022年：tvN《夏娃的醜聞》飾演 金桂英
- 2023年：KBS2《綠洲》飾演 占岩嬸
- 2023年：JTBC《奇蹟的兄弟》飾演 車英淑[6]
- 2024年：tvN《玩家2》飾演 文熙（EP6.7）
- 2025年：tvN《元敬》飾演 鄭尚宮
- 2025年：tvN《瑞草洞》飾演 崔成美（EP8）
- 2025年：ENA《善良的女人夫世美》飾演

### 電影
- 2011年：《陽光姊妹淘》飾演 奈美的高中班主任[7]
- 2012年：《啐啄同時》飾演 淑仁
- 2013年：《全國歌唱比賽》飾演 美容院老闆
- 2013年：《美娜文具店》飾演 太太
- 2013年：《Smile Again》飾演 馬淑香
- 2014年：《Plan Man》飾演 慶美
- 2014年：《棋院的日子》飾演 京子
- 2014年：《千王新世紀》
- 2015年：《二十行不行》飾演 京載母親
- 2016年：《記得愛過你》飾演 精神科醫生
- 2016年：飾演 Sevilo 宋的媳婦
- 2017年：《金權性內幕》飾演 智敏的母親
- 2018年：《宅配男逃亡曲》飾演 簽名主婦
- 2018年：《婚禮的那一天》飾演 宇然媽媽
- 2019年：《沒有你的生日》飾演 錫元媽媽
- 2019年：《霹靂嬌鋒》飾演 瑞珍的母親
- 2019年：《男人不敗》飾演 療養院院長
- 2019年：《媽媽，英淑》短片 飾演 英淑
- 2020年：《詭妹》飾演 靜林
- 2020年：《＃ALIVE》飾演 俊宇的母親
- 2023年：《邪體：鬼拼屠》飾演 前住戶
- 2025年：《暴跌：事業倒閉的男人》飾演 玉子

### 話劇
- 2007至2008年：《敲打敲打／두드리 두드리》
- 2008年：《Kiss-2008首爾國際公演藝術節／키스-2008서울국제공연예술제》
- 2009年：《三姐妹／세자매》
- 2009年：《2009首爾戲劇節-漢斯和葛雷特／2009서울연극제-한스와 그레텔》
- 2010至2012年：《妻子們的外出／아내들의 외출》

### 獲獎
- 2021年：第3屆《搶鏡節》搶鏡演員獎[8]

## 外部連結
- 蘇熙靜的Instagram帳戶
- 蘇熙靜在NAVER上的资料
- 蘇熙靜在Daum上的资料
- 蘇熙靜在韩国电影数据库（KMDb）上的資料（韓語）